# Energiesystemtechnik
Die Energiesystemtechnik löst eine Energieversorgungsaufgabe unter komplexen technischen, ökonomischen und ökologischen Randbedingungen. Von dem noch umfassenderen Feld der Energietechnik unterscheidet sich die Energiesystemtechnik darin, dass sie nicht die Erzeugungs- und Verbrauchskomponenten im Einzelnen, sondern die Zusammensetzung der Komponenten zu einem funktionierenden Gesamtsystem betrachtet.

## Grundlegendes
Unter anderem folgende Themenfelder können in den Fokus der Energiesystemtechnik gelangen:
1. der Entwurf von Energieversorgungssystemen, d. h. Anzahl der Kraftwerke, Energiemix und räumliche Verteilung verschiedener Erzeugungsformen
2. der Entwurf von Energieübertragungsnetzen
3. der Entwurf von Regler-Strukturen für Erzeugung, Übertragung und Verbrauch im operativen Betrieb
4. die Modellierung der natürlichen Umwelt, die als parametrische Einflussgrößen auf das technische System wirkt. Insbesondere beinhaltet diese Modellierung die Kurz-, Mittel- und Langfrist-Prognose dieser Größen.
5. die Messtechnik für technische und Umwelt-Größen
6. Aktuatoren an den Schnittstellen zwischen den Systemkomponenten
7. Energiespeicher
8. Kommunikationstechnik, welche Mess-, Steuerungs- und Verbrauchsgrößen übermittelt
9. betriebs- und volkswirtschaftliche Bewertung von Entwürfen zur Lösung von Energieversorgungsproblemen
10. Entwurf und Analyse von Marktsteuerungsinstrumenten, die zum Umbau von Energieversorgungssystemen eingesetzt werden, d. h. gesetzliche und regulatorische Festlegungen.

Die Energieversorgung bedeutet die Versorgung mit Energie in folgenden Formen: thermische Energie, mechanische Energie, elektrische Energie, Energie in chemischen oder physiko-chemischen Bindungen sowie Energie in Form von elektromagnetischer Strahlung.
Energieübertragungsnetze sind Wärmenetze, elektrische Netze und stoffliche Netze.

## Aktuatoren und Systemschnittstellen
Es gibt eine Vielzahl von Aktuatoren an den Schnittstellen zwischen den Systemkomponenten. Einerseits gibt es Schnittstellen zwischen den Komponenten in Netzen jeweils einer Energieform, andererseits aber auch Schnittstellen zwischen den Netzen verschiedener Energieformen.
Schnittstellen zwischen den Komponenten in elektrischen Netzen sind elektrische Leiter, elektronische und mechanische Schalter, Wandler zwischen Netzen verschiedener Frequenzen einschließlich AC/DC-Wandlung, Transformatoren sowie Widerstände, Induktivitäten und Strombegrenzer.
Schnittstellen zwischen Strom und Wärme sind Wandler von Strom in Wärme und Wandler von Wärme in Strom.
Schnittstellen zwischen Strom und mechanischer Energie sind elektrische Motoren (inkl. Schwungmassen), elektrische Generatoren und Kompressoren.
Schnittstellen zwischen elektrischem Strom und chemischen und physiko-chemischen Bindungen sind Elektrolyseure, Brennstoffzellen, elektrochemische Batterien, chemische Reaktoren zur Umsetzung energiereicher Verbindungen und biochemische Reaktoren.
Außerhalb des Bereiches der Energiesystemtechnik stehen die Wandler, die „primäre“ Energie wandeln.

## Schlüsselelement Energiespeicher
Energiespeicher sind Elemente, die zur Regelung des Gesamtsystems von entscheidender Bedeutung sind und unter bestimmten Randbedingungen eine Regelbarkeit überhaupt erst ermöglichen. Dabei wird grundsätzlich die Speicherung in allen Energieformen betrachtet: thermische Energie, mechanische Energie, Energie in elektrischen oder magnetischen Feldern, Energie in chemischen oder physiko-chemischen Bindungen und Energie in kernphysikalischen Bindungen.